# ゼトラ

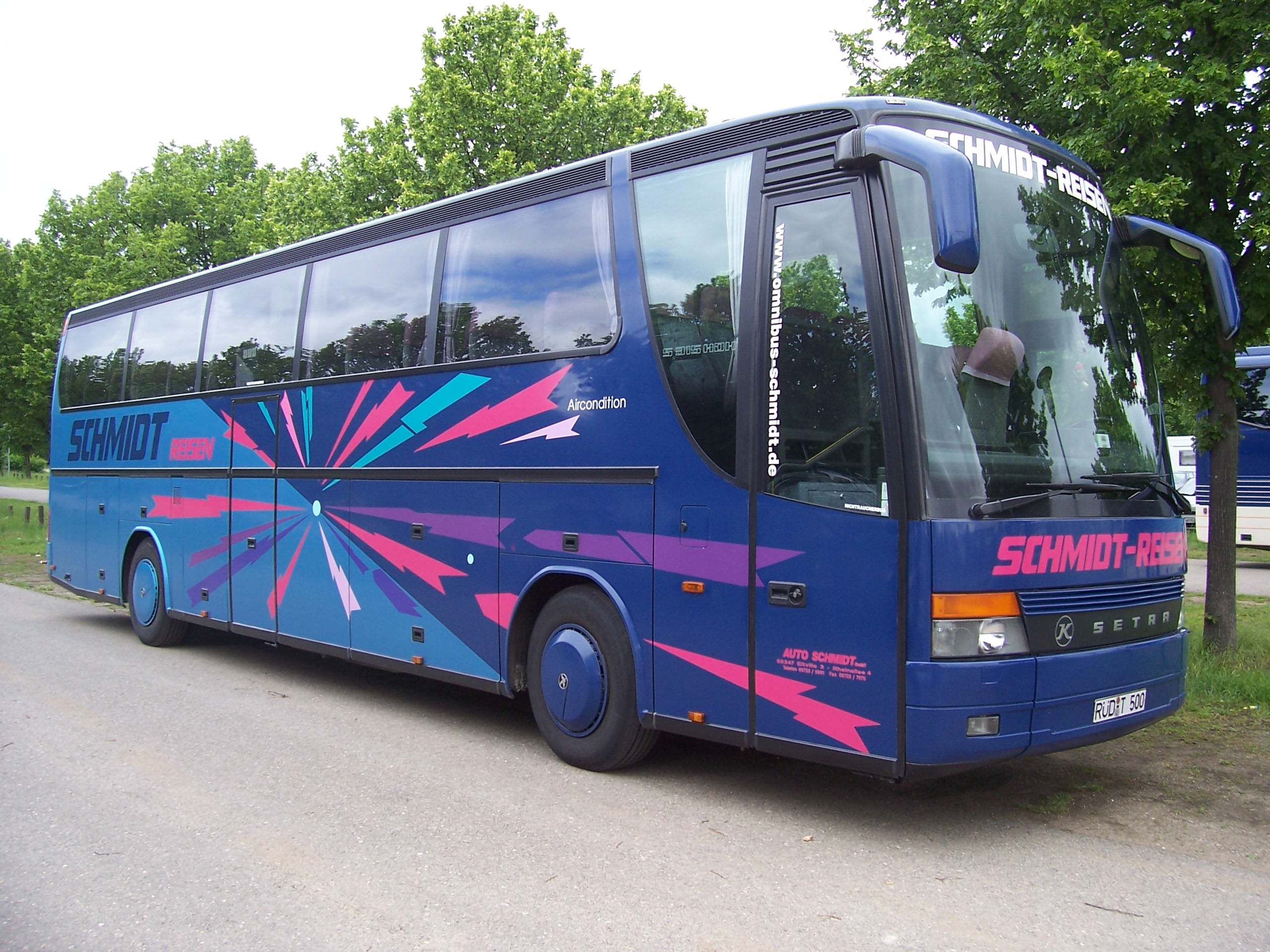
スーパーハイデッカー S315HDH

ゼトラ（Setra ）はダイムラー・トラック傘下、ドイツのエボバスグループ・ケースボーラー（Karl Kässbohrer ）のバスのブランド名。

## 概説

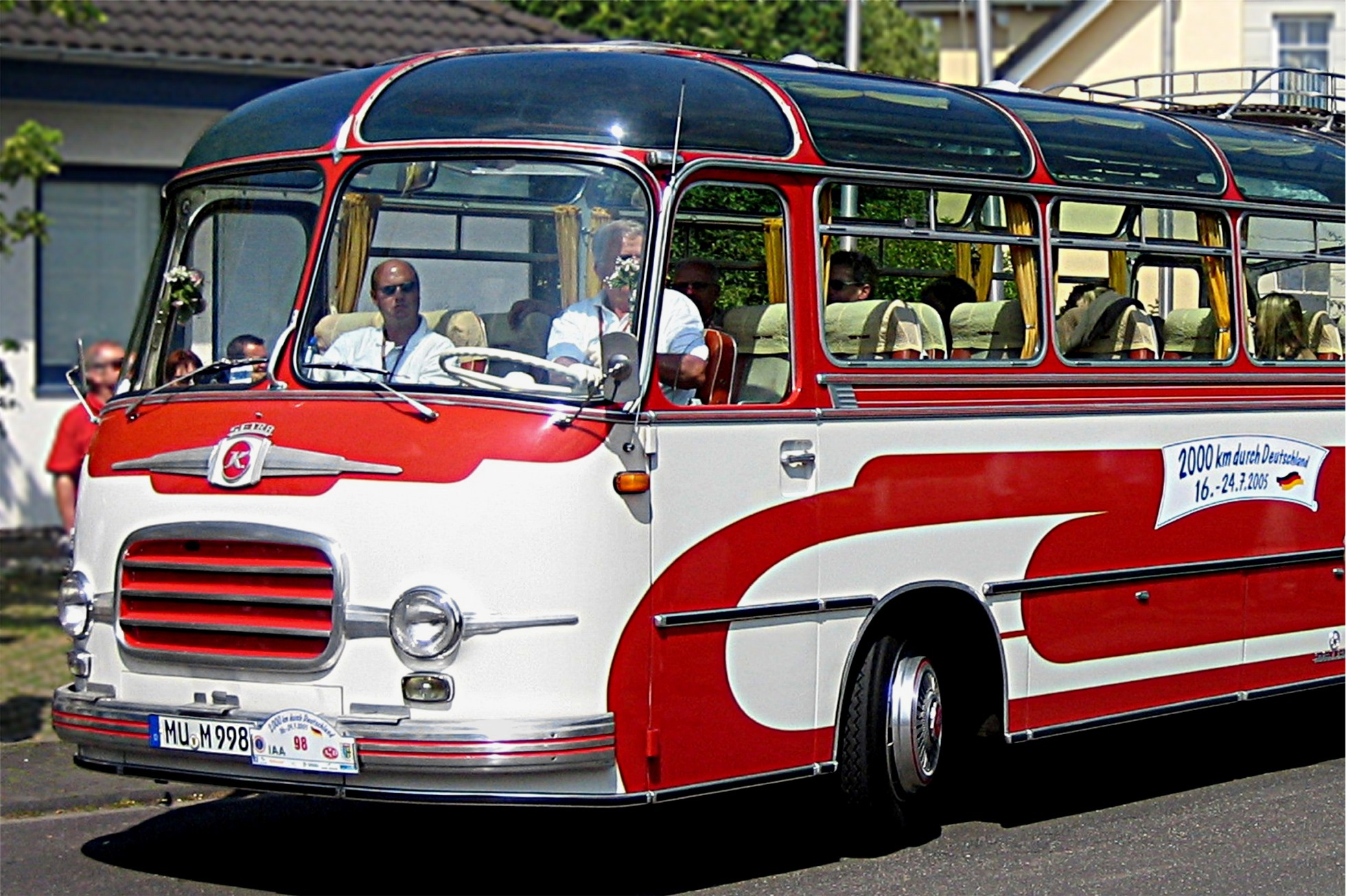
初期のゼトラ S9

トラックや自家用車の荷台を設計する一方、バスの製造も手がけていた。1951年には、骨格全体で車体強度を確保し、シャシのフレームを廃止した構造を開発した。これはドイツ語では「selbsttragend」という言葉で表現される一体構造の車体であり、ケスボーラーではこの言葉から文字を取り「ゼトラ」と命名した。以後、「ゼトラ」ブランドでバスの製造を行っている。
カールケスボーラー社は、ウルムを拠点にして「ケスボーラー・ゼトラ」の生産を行なっており、品質の高さでは定評があったが、経営不振が続き、1995年にはダイムラー・ベンツ（現：ダイムラー）の傘下に入ることになった。
その際にダイムラーベンツのバス部門と共にエボバスを構成し、現在に至っている。

## 車種一覧

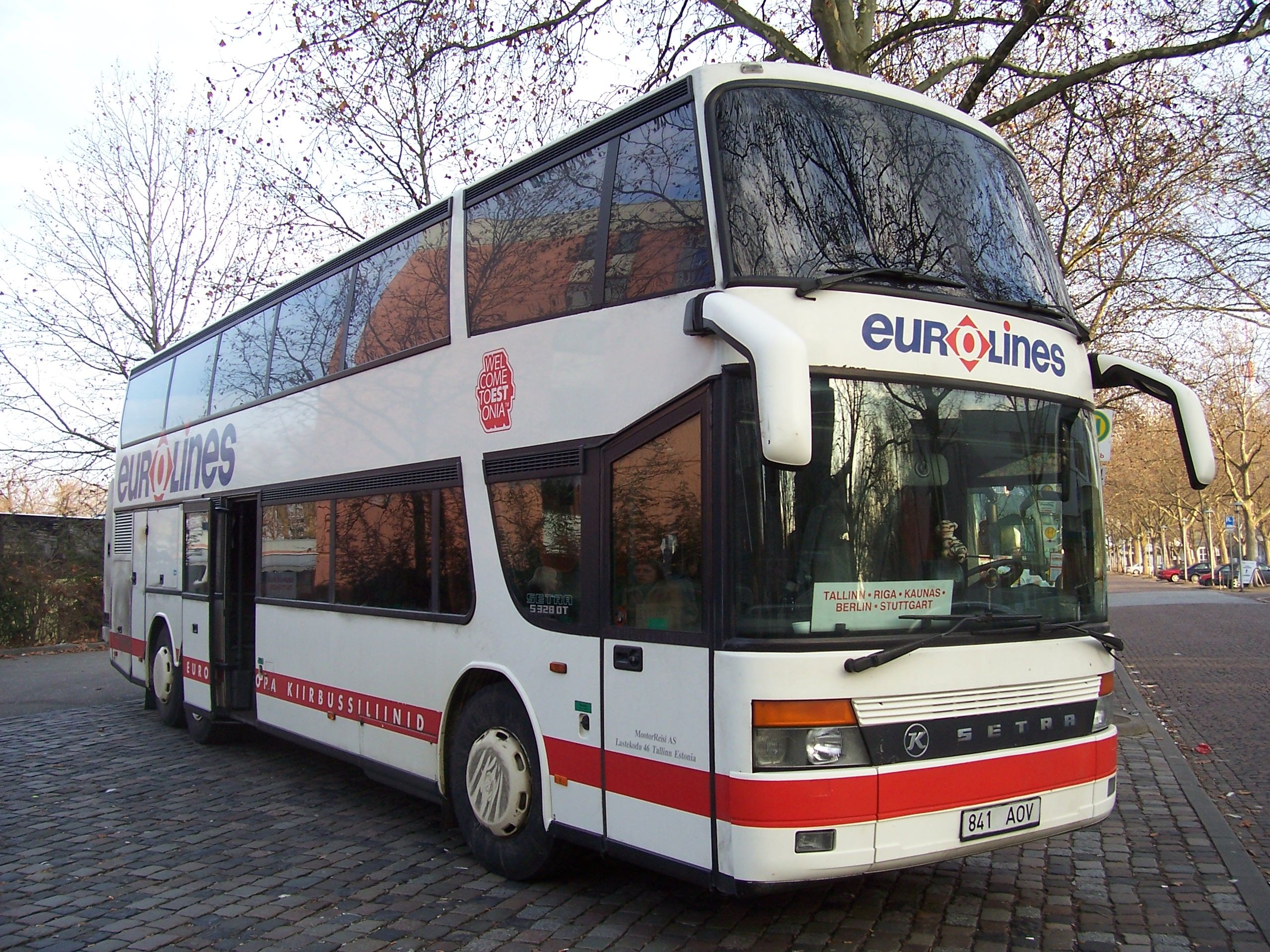
ダブルデッカー S328DT

「ゼトラ」というブランド名から、型式の頭文字には全て「S」がつく。
- S215NR（ワンステップバス）
- S216HDS（スーパーハイデッカー・アンダーフロアコックピット）
- S300NC（ノンステップバス）
- S309HD（全長9m・ハイデッカー）
- S312HD（全長10.94m・ハイデッカー）
- S315HD（全長12m・ハイデッカー）
- S315HDH（全長12m・スーパーハイデッカー）
- S328DT（全長12m・ダブルデッカー）

## 日本におけるゼトラ

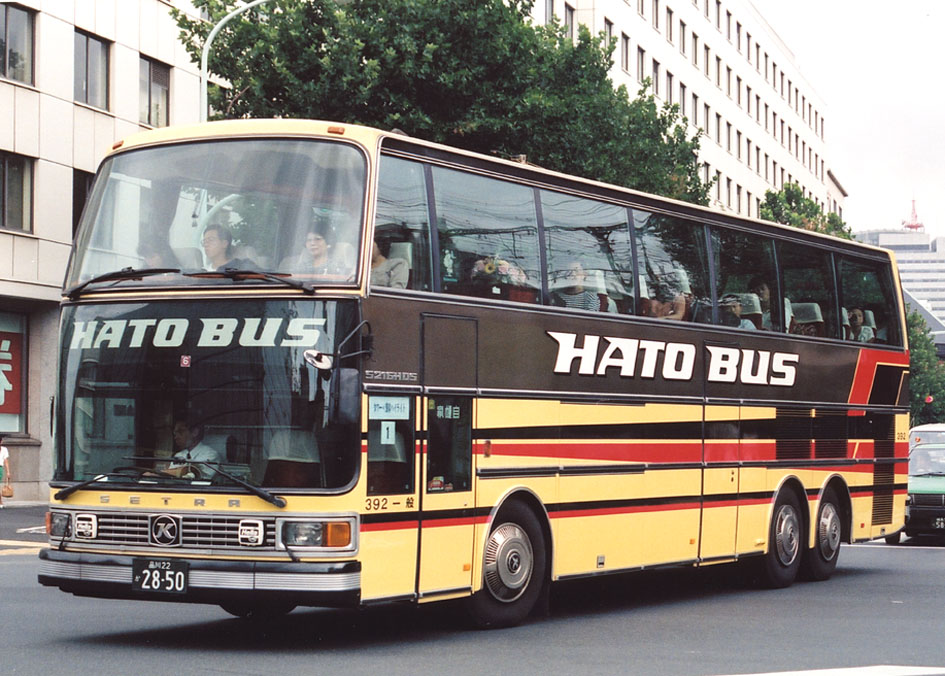
はとバス S216HDS

日本へ輸入されたのは全てS216HDSで、はとバス3台、東京ヤサカ観光バス2台など、1983年に合計7台のみの輸入に終わった。ドレクメーラーと同じく、伊藤忠商事・東京いすゞ自動車が輸入元となっていた。
当初導入した事業者からは全車両とも売却されているが、2008年時点では愛知県の陸王交通で、東京ヤサカ観光バスから譲受した1台が稼動していることが確認されている。
日本初のアンダーフロアコックピット車(UFC)であり、はとバスでは「スーパーデッカー」と称して、貸切仕業を中心に、定期観光バスの応援にも使用された。日本では少数台数の導入に終わったが、この後いすゞ・スーパークルーザーを皮切りに、UFCの観光バスが各社からリリースされるなどの影響を与えた車両であった。